# Johann Remmelin
Johann Remmelin (Ulma, 28 luglio 1583 – Augusta, 1632) è stato un medico e matematico tedesco.

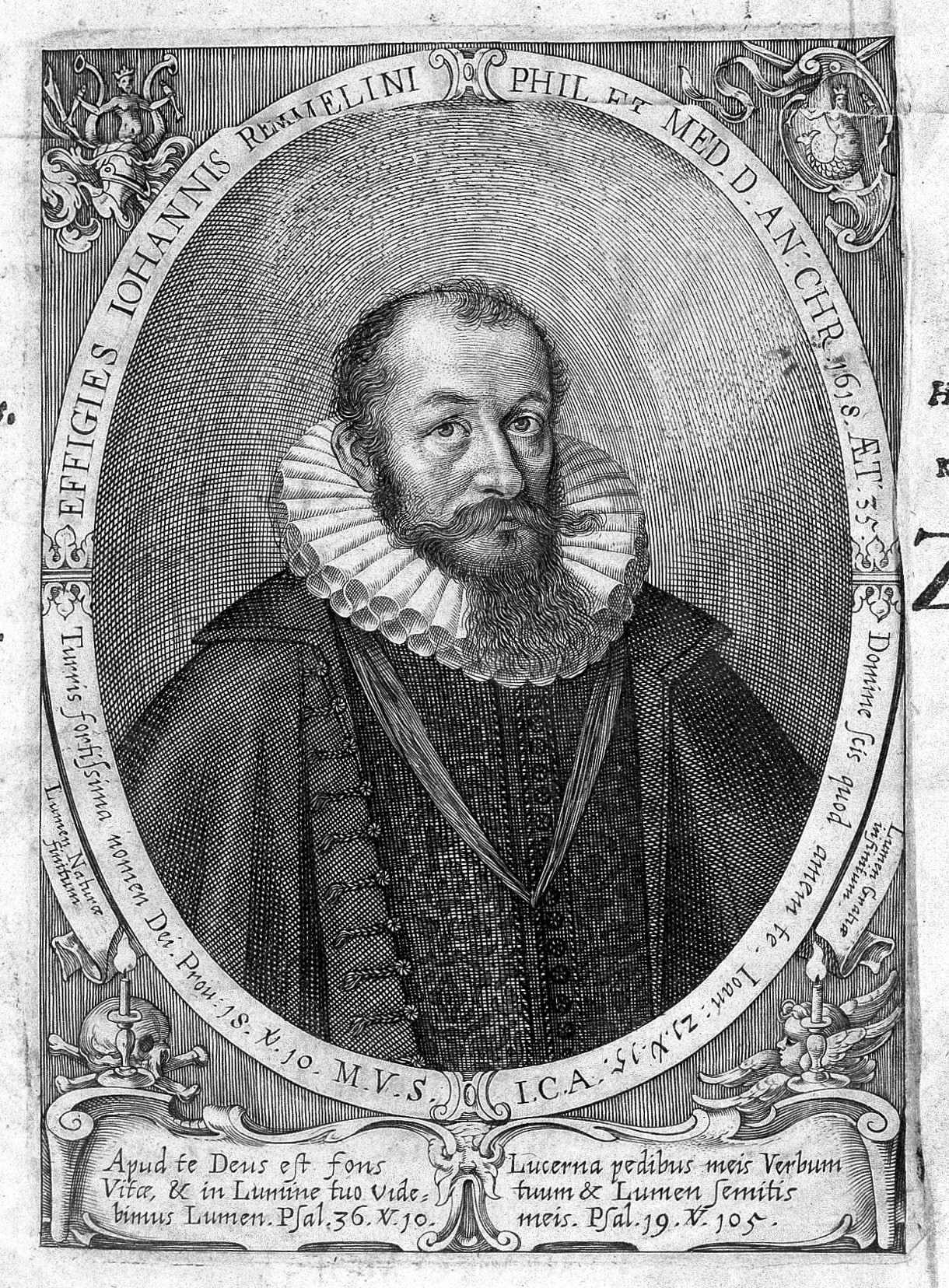
Johann Remmelin

Noto per aver composto l'opera Catoptrum microcosmicum.

## Biografia
Johann Remmelin nel biennio 1602-04 studiò filosofia all'Università di Tubinga poi si trasferì a Basilea per studiare medicina. Oltre al suo lavoro di medico prima nella città di Ulma e successivamente a Schorndorf nel 1617, si occupava di matematica e si interessò anche agli studi numerologici dove fu notato come collaboratore di Johann Faulhaber. Fu autore e traduttore di numerose opere. Per la sua opera Catoptrum microcosmicum le illustrazioni furono disegnate da Lucas Kilian ed incise in rame da Stephan Michelspacher.

## Opere

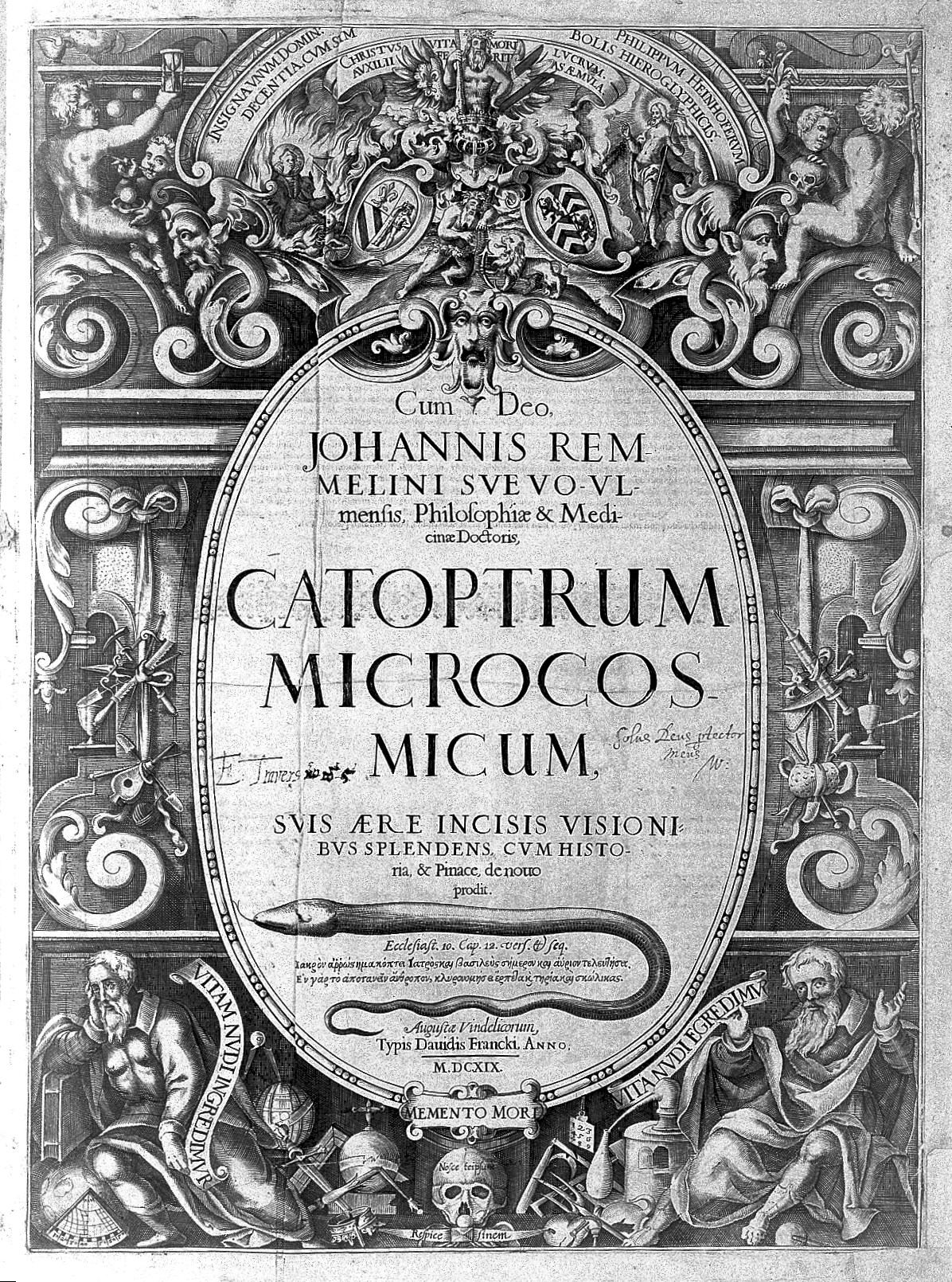
Catoptrum microcosmicum, 1619

- Catoptrum microcosmicum, Ulma ?, 1613[3]
- Pinax microcosmographicus, 1615Catoptrum microcosmicum, 1619